# Millón
Adolpho Millón Júnior (ur. 16 września 1895, zm. 7 maja 1929) – piłkarz brazylijski znany jako Millón, napastnik.
Urodzony w Santos Millón swoją karierę piłkarską rozpoczął w 1912 roku w klubie Santos FC. W 1913 roku przeszedł do klubu Parana Esporte, by w 1914 roku zostać zawodnikiem Paulistano São Paulo. W tym samym roku powołany został do reprezentacji Brazylii, z którą zdobył Copa Julio Roca 1914. W następnym roku przeniósł się do Santos FC, w którym grał do 1922 roku.
Jako piłkarz klubu Santos FC wziął udział w turnieju Copa América 1919, gdzie Brazylia zdobyła mistrzostwo Ameryki Południowej. Millón zagrał w trzech meczach – z Argentyną (zdobył bramkę) i w dwóch decydujących o mistrzowskim tytule pojedynkach z Urugwajem.
W latach 1914–1919 Millón rozegrał w reprezentacji Brazylii 6 meczów i zdobył 1 bramkę. Zmarł w wieku zaledwie 34 lat 7 maja 1929 roku w Salvador, stolicy stanu Bahia.